# وولف، شهرستان نوادا، کالیفرنیا
وولف (به انگلیسی: Wolf) یک منطقهٔ مسکونی در ایالات متحده آمریکا است که در شهرستان نوادا، کالیفرنیا واقع شده‌است. وولف ۴۸۱ متر بالاتر از سطح دریا واقع شده‌است.